# Julio de la Vega
Julio de la Vega (Puerto Suárez, Bolivia; 4 de marzo de 1924-La Paz, 11 de noviembre de 2010) fue un poeta, escritor, periodista, abogado y crítico boliviano, fundador de la segunda Gesta Bárbara, grupo literario boliviano.

## Biografía
Julio De la Vega, escritor, periodista, abogado y crítico. Nació el 4 de marzo de 1924 en Puerto Suárez (Santa Cruz). 
Aún siendo universitario viajó por algunas capitales de Europa. Perteneció al segundo grupo literario de Gesta Bárbara, representativo del movimiento poético en el país. Fue periodista en el desaparecido periódico Última Hora de La Paz, donde escribió crítica de cine. Docente y director de la carrera de literatura de la UMSA. También era Crítico de cine y teatro.
Ejerció el periodismo durante más de 20 años en el periódico paceño “Hoy” donde publicaba regularmente columnas de crítica en arte, cine y literatura. 
Fue catedrático y director de la Carrera de Literatura de la Universidad Mayor de San Andrés, desde 1971 hasta 2000. 
Ingresó en la Academia Boliviana de la Lengua el 19 de febrero de 1976. En 2004 recibió la medalla Pablo Neruda, de la República de Chile. En 2005 obtuvo el Premio Nacional de Cultura de su país.

## Obra

### Poesía
- hablaba huevadas (1957)[8]
- Temporada de líquenes (1960)
- Poemario de exaltaciones (1966)
- Poemario Vuelos (1993)

### Novela
- Matías, el apóstol suplente (1971)
- Cantango por dentro (1986)
- Condenado a cadena perpetua

### Obras teatrales
- El sacrificio (1965)
- Se acabó la diversión (1973)
- La presa (1984)

## Premios y reconocimientos
- 1966: Premio “Franz Tamayo”, de la Alcaldía Municipal de La Paz por poemario Exaltaciones.
- 1969: obtuvo la primera mención del Premio “Erich Guttentag”, con su novela Matías, el apóstol suplente.[4]
- 2004: Medalla “Pablo Neruda” otorgada por el Gobierno de Chile, en mérito a sus sobresalientes obras literarias.
- 2005: el estado boliviano le otorgó el Premio Nacional de Cultura.[9]